# Carrie Meek
Carrie Meek, nata Pittman (Tallahassee, 29 aprile 1926 – Miami, 28 novembre 2021), è stata una politica statunitense, membro della Camera dei Rappresentanti per lo stato della Florida dal 1993 al 2003.

## Biografia
Figlia di mezzadri afroamericani, la Meek crebbe a Tallahassee, in Florida. Siccome all'epoca la gente di colore non poteva compiere gli studi universitari in quello Stato, la giovane frequentò l'Università del Michigan, dove si laureò nel 1948. Successivamente divenne insegnante e si trasferì a Miami.
Nel 1978 venne eletta come democratica alla Camera dei Rappresentanti della Florida. Nel 1983 fu poi la prima donna afroamericana eletta al Senato di stato della Florida. Nel 1992 riuscì ad approdare al Congresso come deputata alla Camera. Appena eletta dovette affrontare i problemi del suo distretto dovuti alle conseguenze dell'uragano Andrew.
Nel corso degli anni la Meek si impegnò per tutelare i suoi elettori, perlopiù gente di colore meno abbiente. Nel 1998 inoltre propose, in base ai risultati di uno studio scientifico, di scrivere sui pacchetti di sigarette che il fumo nuoce più alla salute degli afroamericani rispetto a quella dei caucasici.
Dopo dieci anni da deputata, la Meek decise di ritirarsi. Nelle elezioni seguenti il suo seggio venne vinto proprio da suo figlio Kendrick.